# Ліснича Вікторія Миколаївна
Вікторія Миколаївна Ліснича (нар. 15 травня 1978, Кіровоградська область) — український громадський і політичний діяч, президент ГО «Міжнародна дипломатична рада в Україні», екс-заступник міністра культури України.

## Життєпис
Після закінчення школи вступила до Національного медичного університету імені О. О. Богомольця, де отримала кваліфікацію лікаря за фахом «Лікувальна справа».
У 2005 отримала диплом Київського національного економічного університету (магістр права).

У 2012 році отримала кваліфікацію «Режисер. Керівник мистецьких проектів. Викладач» в Національній академії керівних кадрів культури і мистецтв.
Після закінчення Національного медичного університету обіймала посаду лікаря-кардіолога в Інституті серцево-судинної хірургії ім. Н. М. Амосова.
Працювала заступником директора Державного підприємства «Управління з експлуатації майнового комплексу» Міністерства фінансів України.
З серпня 2007 року по березень 2010 — заступник директора Державної установи «Національний інститут серцево-судинної хірургії ім. Н. М. Амосова».
З вересня 2010 по жовтень 2011 обіймала посаду заступника Міністра культури України. 23 січня 2012 наказом Міністра культури України призначена на посаду генерального директора Національного Києво-Печерського історико-культурного заповідника.
20 лютого 2013 Вікторія Ліснича стала віце-президентом Європейської економічної палати торгівлі, комерції та промисловості в Україні.

## Громадська і політична діяльність
З 2002 по 2006 була депутатом Шевченківської районної ради м. Києва.
У 2012 балотувалася в народні депутати України по одномандатному виборчому округу № 223 як самовисуванець.
Голова громадської організації Міжнародна Дипломатична Рада в Україні.
Президент міжнародної асоціації «Біомедична інженерія».
У 2014 Вікторія Ліснича стала співзасновником і керівником громадської організації «Міжнародна дипломатична рада в Україні». Організація провела та підтримала низку проектів, серед яких: «День дипломатії та економічного розвитку в Україні» за підтримки міжнародних компаній та дипломатичних представництв у 2014 році, Форум з питань інвестицій у сферу охорони здоров'я України (Ukrainian Healthcare Forum ’15), Програма адаптації сиріт і дітей з особливими потребами «Подушка добра», акції для дітей із зони АТО «Діти за майбутнє України», безстрокова благодійна акція на підтримку захисників України — «Єднаймося», Програма адаптації переселених родин «Нове життя», «МАКАРІВ FEST», Всеукраїнський проект «Книжка на Схід», міжнародний Форум Business Woman 2018. Організацією ініційований проект «Народна дипломатія».[джерело?]
У 2023 році Вікторія Ліснича стала засновницею Міжнародного благодійного фонду "Кле-Вер", діяльність якого спрямована на сприяння допомозі Збройним Силам України, а також на підтримку реабілітаційних заходів для ветеранів. Фонд активно займається забезпеченням військових потреб, включаючи закупівлю дронів, медичного обладнання, генераторів та автомобілів.

## Наукова діяльність
Є членом Вченої ради Національного інституту серцево-судинної хірургії ім. Н. М. Амосова.
Є співавтором навчального посібника «Релігійна політика стародавніх і середньовічних держав», виданого в 2011 році (ISBN 978-617-02-0069-3).
Кандидат наук з державного управління.
Доцент кафедри державного управління МАУП та доцент кафедри в Державному Університеті телекомунікацій.

## Відзнаки
- Орден святої рівноапостольної княгині Ольги Української Православної Церкви (24 листопада 2011).[4]